# 置始女王 (孝謙朝 - 光仁朝)
置始女王（おきそめじょおう/おきそめのおおきみ、生年不明 - 宝亀7年7月2日（776年7月21日））は、奈良時代の日本の皇族。系譜は不明。位階は従四位下。

## 経歴
孝謙朝の天平勝宝3年（751年）正月、従五位下から正五位下へ昇叙する。
その後、淳仁朝の天平宝字5年（761年）、置始王という皇族が、无位から従四位下に昇叙するという記事があるのだが、上記および下記の記事より正五位下から正五位上の誤りではないか、とされている。
それからしばらくたち、光仁朝の宝亀5年（774年）正月に正五位上から従四位下を授けられる。宝亀7年（776年）7月、卒す。

## 官歴
『続日本紀』による。
- 時期不詳：従五位下
- 天平勝宝3年（751年） 正月25日：正五位下
- 天平宝字5年（761年） 正月2日：正五位上?
- 宝亀5年（774年） 正月11日：従四位下
- 宝亀7年（776年） 7月2日：卒去